# Bibliothek Chiroux
Die Bibliothek Chiroux war die wichtigste öffentliche Bibliothek in Lüttich. Mit über einer Million Medien war sie sowohl hinsichtlich ihrer Sammlungen als auch ihres Personals die größte öffentliche Bibliothek im französischsprachigen Teil Belgiens.
Im Jahr 2023 schloss die Bibliothek ihre Pforten und die Sammlungen wurden in das neue Gebäude B3 in Outremeuse verlegt.

## Geschichte
Eine Wanderbibliothek in der Provinz Lüttich wurde 1921 gegründet, um die örtlichen Bibliotheken mit Bücherpaketen zu versorgen. Eine Bibliothek für Erwachsene wurde 1936 in der Rue Darchis in Lüttich eröffnet, bevor sie 1948 auf den Boulevard Piercot umzog. Die Bibliothek verfügt heute über einen Lesesaal, eine Abteilung für Erwachsene und eine für Kinder. Eine Jugendabteilung wurde 1955 eingerichtet.
Ab 1972 arbeitet die Provinz Lüttich mit der Stadt Lüttich zusammen, um die Bibliothek gemeinsam zu verwalten, die sich zwei Jahre lang in der Rue des Croisiers befand. In den 1980er Jahren wurde die Bibliothek als erste in der Französischen Gemeinschaft Belgiens vollständig auf Computer umgestellt.
Im Jahr 2005 übernahm die Provinz Lüttich aufgrund finanzieller Probleme der Stadt Lüttich die alleinige Verwaltung der Bibliothek von Chiroux. Im darauf folgenden Jahr wurde ein Computernetzwerk mit einer neuen Software (Aleph) eingerichtet. Andere Bibliotheken schließen sich dem Netz an und ein Gesamtkatalog der Bibliotheken der Provinz Lüttich wird online gestellt.
Ab 2012 bietet die Bibliothek E-Book-Reader zur Ausleihe an und ermöglicht den Zugang zu einer Online-Buchplattform. Die Ausleihe für Erwachsene wurde ebenfalls mit einem neuen automatisierten RFID-System ausgestattet. Im darauffolgenden Jahr wird die Bibliothek den Download von digitalen Büchern von einer Online-Verleihplattform anbieten.
Im November 2014 wird eine zusätzliche Abteilung eröffnet: die Artothek, in der Kunstwerke kostenlos an die Öffentlichkeit ausgeliehen werden.
2014 ist die Bibliothek Chiroux die größte öffentliche Bibliothek der Französischen Gemeinschaft Belgiens. Alle ihre Abteilungen vereinen rund eine Million Dokumente (Bücher, CDs, DVDs, Zeitschriften, Zeitungen, Kunstwerke usw.).
Im Jahr 2023 wird die Bibliothek in das Gebäude B3 auf dem Gelände des ehemaligen Bayerischen Krankenhauses umziehen.

## Frühere Bestände
Von 1970 bis 2005 beherbergte die Bibliothèque des Croisiers-Chiroux die Sammlung Ulysse Capitaine, die 2010 in neue Räumlichkeiten in der Féronstrée in Lüttich umgezogen ist. Sie beherbergte auch die Sammlungen zur Geschichte der wallonischen Bewegung und die Bibliothek der wallonischen Dialekte, die heute zu den Sammlungen des Musée de la vie wallonne in Lüttich gehören.